# Alonzo Russell
Alonzo Russell (Bahamas, 8 de febrero de 1992) es un atleta bahameño, especializado en la prueba de 4x400 m en la que llegó a ser medallista de bronce olímpico en 2016.

## Carrera deportiva
En los JJ. OO. de Río 2016 ganó la medalla de bronce en los relevos 4x400 metros, con un tiempo de 2:58.49 segundos, tras Estados Unidos y Jamaica, siendo sus compañeros de equipo: Michael Mathieu, Steven Gardiner, Chris Brown y Stephen Newbold.